# Caius Aelius Paetus
Pour les articles homonymes, voir Aelius Paetus.
Caius Aelius Paetus est un homme politique de la République romaine du IIIe siècle av. J.-C., consul en 286 av. J.-C.

## Famille
Il est membre des Aelii Paeti, branche de la gens plébéienne Aelia.

## Biographie

### Consulat (286)
En 286 av. J.-C., il est consul avec Marcus Valerius Maximus Potitus. C'est peut-être durant leur mandat qu'un tribun de la plèbe nommé Aquilius fait passer la Lex Aquilia de Damno, une loi protégeant les citoyens romains contre certaines formes de vol, de vandalisme et de destruction de biens.

### Tribunat plébéien (285)
Peu après, vers 285 av. J.-C. apparaît un Caius Aelius, tribun de la plèbe, qui se voit honorer d'une statue élevée à Rome, offerte par les habitants de Thourioi en remerciement pour son action contre un chef de guerre lucanien qui menaçait leur territoire. Il est possible qu'il s'agisse du même individu ou d'un Caius Aelius inconnu par ailleurs. Le fait qu'il ait initié ce mouvement d'expansion vers le sud, risqué alors que les Romains sont encore en campagne dans le nord, en Étrurie, en fait certainement un membre de la noblesse patricio-plébéienne qui a un intérêt tout particulier à s'étendre pour confisquer et exploiter de nouveaux territoires aux peuples vaincus.